# Nutria
Nutria (Myocastor) – rodzaj ssaka z podrodziny kolczaków (Echimyinae) w obrębie rodziny kolczakowatych (Echimyidae).

## Zasięg występowania
Rodzaj obejmuje jeden gatunek występujący w stanie naturalnym w Ameryce Południowej.

## Morfologia
Długość ciała (bez ogona) 472–575 mm, długość ogona 340–405 mm; masa ciała do 6–7 kg.

## Systematyka
Rodzaj zdefiniował w 1792 roku brytyjski przyrodnik Robert Kerr w książce swojego autorstwa o tytule The animal kingdom, or zoological system, of the celebrated Sir Charles Linnæus. Kerr wymienił dwa gatunki – Castor zibethicus Linnaeus, 1766 i Mus Coypus G.I. Molina, 1782 – nie wyznaczając gatunku typowego; w ramach późniejszego oznaczenia w 1904 roku amerykański zoolog Theodore Sherman Palmer na typ nomenklatoryczny wyznaczył nutrię amerykańską (M. coypus).

### Etymologia
- Myocastor: gr. μυς mus, μυος muos ‘mysz’; κάστωρ kastōr, καστορος kastoros ‘bóbr’[13].
- Myopotamus (Myopotamys): gr. μυς mus, μυος muos ‘mysz’; ποταμος potamos ‘rzeka’[14]. Gatunek typowy (oznaczenie monotypowe): Myopotamus bonariensis É. Geoffroy Saint-Hilaire, 1805 (= Mus coypus Molina, 1782).
- Potamys: gr. ποταμος potamos ‘rzeka’; μυς mus, μυος muos ‘mysz’[15]. Gatunek typowy (oznaczenie monotypowe): Mus coypus Molina, 1782.
- Mastonotus: gr. μαστος mastos ‘pierś’; -νωτος -nōtos ‘-tyły, -grzbiety’, od νωτον nōton ‘tył, grzbiet’[16]. Gatunek typowy (oznaczenie monotypowe): Mastonotus popelairi Wesmael, 1841 (= Mus coypus Molina, 1782).
- Matyoscor: anagram nazwy rodzajowej Myocastor Kerr, 1792[17]. Gatunek typowy (oznaczenie monotypowe): Matyoscor perditus Ameghino, 1902 (= Mus coypus G.I. Molina, 1782).

### Podział systematyczny
Do rodzaju należy jeden występujący współcześnie gatunek:
- Myocastor coypus (G.I. Molina, 1782) – nutria amerykańska

Opisano również gatunki wymarłe:
- Myocastor andiai (Rusconi, 1936)[7] (Argentyna; pliocen–plejstocen)
- Myocastor brevirostris Rusconi, 1944[20] (Argentyna; pliocen–plejstocen)
- Myocastor columnaris Rusconi, 1929[21] (Argentyna; plejstocen)
- Myocastor major (Rusconi, 1945)[22] (Argentyna; pliocen)
- Myocastor minor Rusconi, 1929[21] (Argentyna; plejstocen)
- Myocastor obesus (Ameghino, 1889)[23] (Argentyna; miocen)
- Myocastor paranensis (Ameghino, 1885)[24] (Argentyna; miocen)
- Myocastor priscus (H. Gervais & Ameghino, 1880)[25] (Argentyna; fanerozoik)